# ریکاردو بارتلمی
ریکاردو بارتلمی (ایتالیایی: Riccardo Barthelemy; ۱ ژانویهٔ ۱۸۶۹ – ۱ ژانویهٔ ۱۹۳۷) آهنگساز و نوازنده پیانو اهل ایتالیا بود.
از افتخارات وی میتوان به کسب مدال طلا موسیقی در بخش مسابقات هنری بازی‌های المپیک تابستانی ۱۹۱۲ اشاره کرد.